# جون دبليو. دوسن جونيور
جون دبليو. دوسن جونيور (بالإنجليزية: John W. Dawson, Jr) هو مؤرخ الرياضيات ورياضياتي أمريكي، ولد في 4 فبراير 1944 في ويتشيتا في الولايات المتحدة.